# Вулиця Ярослава Мудрого (Лубни)
Вулиця Ярослава Мудрого — центральна вулиця міста Лубен (районний центр Полтавської області), на якій розташовані численні міські державні установи, заклади освіти і культури; частково збереглася історична забудова.
Вулиця простягається від Ярмаркової площі (колишня Жовтнева) до площі Академіка Бекетова (колишня Кузіна), частково з боку Ярмаркового майдану є односторонньою. Нумерація будинків починається з боку площі Академіка Бекетова, чимало будинків мають нумерацію через дріб.

## З історії
Вулиця утворилася до жовтневих подій (1917), адже є однією з історичних лубенських, про що нагадують рештки старої вуличної забудови — переважно одно- або кількаповерхові будинки в цегляному стилі, а також з елементами модерну. За царату вулиця носила назву Дворянськаа в часи німецької окупації 1941-1943  носила назву С. Петлюри . 
У 1899 році на вулиці (тоді за нею) був зведений храм Різдва Пресвятої Богородиці.
У радянський час вулиця була перейменована, як і більшість центральних вулиць в СРСР, на вулицю Леніна. Окремі вкраплення радянської забудови — як перших повоєнних років, так і пізніших, додали вулиці неоднорідності її зовнішнього вигляду.
У 1980-х роках був побудований стадіон «Центральний», на якому свої виступи почала новостворена футбольна команда «Сула» (у липні 1987 року).
У 1988 році з нагоди святкувань 1000-ліття міста Лубен проведено впорядкування вулиці, тоді ж на початку вулиці — на розі із вулицею Радянською встановлено пам'ятник Володимиру Мономаху (офіційна назва — «пам'ятник Тисячоліттю заснування міста»).
За незалежності України у 2000-х здійснено часткове впорядкування вулиці. А 26 червня 2008 року Лубенською міськрадою було ухвалено рішення про перейменування низки міських вулиць, в тому числі центральної Леніна, яка дістала сучасну назву — вулиця Ярослава Мудрого.

## Об'єкти і пам'ятники
На лубенській вулиці Ярослава Мудрого розташовані численні державні установи, заклади освіти і культури:

Сквер перед Лубенською ЗОШ № 1

- буд. № 15 — церква Різдва Пресвятої Богородиці (УПЦ МП);
- буд. № 21 — Лубенська Об'єднана державна податкова інспекція (ОДПІ, покриває потреби Лубенського, Оржицького, Пирятинського і Гребінківського районів)[3];
- буд. № 23/1 — Лубенський фінансово-економічний коледж ПДАА;
- буд. № 25/1 — Лубенська ЗОШ № 1[4];
- буд. № 26 — Лубенська ДЮСШ;
- буд. № 30/25 — Лубенський краєзнавчий музей;
- буд. № 33 — Лубенська міська рада.

На вулиці міститься лубенський стадіон «Центральний».
Вулиця є зосередженням міської скульптури — тут розташовані пам'ятники Володимиру Мономаху (Тисячоліттю заснування міста, 1988), пам'ятні знаки Воїнам-афганцям, Воїнам 337-ї стрілецької дивізії (1974), стела на честь 50-річчя Комсомолу. Остання стоїть на початку Молодіжного (колишній Комсомольський) парку, який розташувався на мальовничому пагорбі, що спускається до Сули.

## Виноски
1. ↑  Козюра І., Козюра В. Лубенщина: люди, дати, події, факти., Полтава: АСМІ, 2003. — с. 93
2. ↑  У Лубнах перейменували вулиці з радянськими назвами [Архівовано 3 серпня 2008 у Wayback Machine.] // повідомл. за 1 липня 2008 року від УНІАН
3. ↑  Полтавська область: Довідник адрес податкових інспекцій, телефони приймалень ДПА у Полтавській області. [Архівовано 28 червня 2011 у Wayback Machine.] на Офіційний сайт Державної податкової адміністрації України [Архівовано 18 червня 2007 у Wayback Machine.]
4. ↑  Сайт школи. Архів оригіналу за 15 квітня 2011. Процитовано 17 квітня 2011.